# Jan z Montecorvina
Jan z Montecorvina (1246, Montecorvino, Itálie – 1328, Peking) byl františkánský misionář, politik, cestovatel, pekingský arcibiskup a zakladatel nejstarší římskokatolické misie v Číně a Indii.
V roce 1288 byl vyslán papežem Mikulášem IV. s poselstvím do Tabrízu v oblasti Persie, aby šířil křesťanství v oblasti Středního Východu. Na své druhé cestě v roce 1291 byl vyslán na mongolský dvůr. Po několikaleté cestě přes Indii se dostal v roce 1294 do Pekingu. Tam žil několik dalších let, křtil děti, učil je řečtinu a latinu, stavěl kostely. V roce 1328 zde zemřel.